# Billy Hayes
Billy Hayes (New York, 3 aprile 1947) è uno scrittore e attore statunitense.
È stato arrestato, accusato e processato per aver tentato di contrabbandare o trafficare hashish all'aeroporto di Istanbul e la cui storia ha ispirato il film di successo Fuga di mezzanotte (1978) di Alan Parker. All'epoca dei fatti era uno studente.

## Biografia
Hayes, uno studente statunitense, cercò di contrabbandare hashish fuori dalla Turchia nel 1970. Condannato dapprima a quattro anni e due mesi e successivamente all'ergastolo, venne imprigionato nel durissimo carcere di Sağmalcılar e poi nel carcere psichiatrico di Bakırköy vicino a Istanbul, e nel 1975 venne spostato nell'isola di İmralı da cui riuscì a evadere, scappando in Grecia e facendo poi ritorno a casa.
Hayes scrisse una sua autobiografia, Midnight Express, con la collaborazione del giornalista William Hoffer. Il libro servì da soggetto a Oliver Stone, che sceneggiò per il produttore David Puttnam il film Fuga di mezzanotte, in cui Hayes venne interpretato da Brad Davis. Diretta da Alan Parker, la pellicola ebbe grande successo e si aggiudicò due Oscar per la sceneggiatura di Stone e la colonna sonora di Giorgio Moroder.
Nel 1999 al Festival di Cannes il giornalista turco Alinur Velidedeoğlu intervistò Hayes a proposito del film Fuga di mezzanotte. Quest'ultimo mostrò tutto il suo disappunto per come i turchi erano stati rappresentati in modo negativo nell'adattamento cinematografico del suo libro. Hayes mostrò affetto per la Turchia e Istanbul, ma spiegò che non se la sentiva di farvi ritorno a causa della cattiva pubblicità che la pellicola gli aveva procurato.
Hayes fece ritorno in Turchia solamente nel 2007, ammettendo le esagerazioni contenute nella pellicola. Attualmente è attivo nell'industria dell'intrattenimento come attore e scrittore.

## Filmografia parziale
- Assassination, regia di Peter R. Hunt (1987)